# Kurt Adami
Kurt Moritz Johann Adami (* 11. August 1886 in Gut Klein Sdengowen (Kreis Johannisburg, Ostpreußen); † nach 1937) war ein deutscher Komponist, Chorleiter und Musikpädagoge.

## Leben
Kurt Adami war der Sohn des Gutsbesitzers Eugen Adami und Anna Gawlik. Er studierte Musik am Leipziger Konservatorium. Darüber hinaus studierte er privat bei Hugo Riemann in Leipzig.
1904 und 1905 wirkte er als Chorleiter am Stadttheater in Breslau. 1907 war er Kapellmeister am Stadttheater in Breslau. Hier komponierte er die Oper Frühlings Erwachen nach Frank Wedekinds gleichnamigem Bühnenstück. Von 1907 bis 1911 wirkte er als Direktor des Riemann-Konservatoriums in Danzig. Von 1911 bis 1914 wirkte er als Kompositionslehrer am Ochs-Eichelberg-Konservatorium in Berlin. Von 1928 bis 1935 wohnte und wirkte er weitgehend in Zoppot bei Danzig. Er unterhielt jedoch gleichzeitig eine Wohnung in der Waidmannstraße in Berlin. Im Juni 1930 erreichte er landesweite Aufmerksamkeit als bei der Eröffnung der Marienburg-Festspiele kammermusikalische Werke Adamis aufgeführt wurden.
Am 11. November 1938 und am 5. Dezember 1938 begleitete er den Tenor Fritz Müller-Dehnrich bei einem Liederabend als Pianist im Bechsteinsaal in Berlin. Sein Sohn Peter Adami (* 1912) wanderte 1965 nach Südafrika aus und wurde Direktor der Deutschen  Schule in Johannesburg.

## Werke (Auswahl)
Kurt Adami schrieb eine Oper, zwei Sinfonien sowie kammermusikalische Werke.
- Frühlings Erwachen, Musikdrama nach dem Bühnenstück von Frank Wedekind, 1907[10][11]
- Streichsextett Nr. 1, Danzig, 1908
- Sinfonie Nr. 1. Das Werk wurde 1928 in Zoppot uraufgeführt. Gerhard Krause schreibt über die Uraufführung in Die Musik vom Mai 1928, die Sinfonie sei vom Grundklang durchaus gefühlseigen und voll tiefer, verständlicher Problematik und die Richard Strauss-Technik sei hörbar.[12]
- Symphonischer Epilog zu Selma Lagerlöfs „Gösta Berling“.[13] Die Uraufführung fand am 6. Januar 1913 im Blüthnersaal in Berlin statt. Es spielte das Blüthnerorchester unter der Leitung von Erich Ochs.[14]
- Klaviertrio in h, Berlin, 1913
- Kammersinfonie in E, Berlin, 1913
- Serenade für Flöte, Violine und Viola. Danzig, 1920 Das Werk wurde im Oktober 1927 bei der Eröffnungsveranstaltung der Werbewoche für auslandsdeutsche Schule des Vereins für das Deutschtum im Ausland aufgeführt.[15]
- Klaviertrio in d, Danzig, 1922
- Klaviersonate, Danzig, 1926
- Sonate für Klavier und Cello. Danzig, 1927. Das Werk wurde am 5. Januar 1927 vom Sender Königsberg im Rundfunk übertragen.[16]
- Vision für Violoncello und Klavier op. 29, Uraufführung in Zoppot 1928[12]
- Sinfonie Nr. 2 in G
- Streichquartett in G
- Streichquartett in c